# سيد فيشوس
سيد فيشوس (ولد باسم جون سيمون ريتشي، 10 مايو 1957 – 2 فبراير 1979) هو عازف ومغني إنجليزي اشتهر بكونه عضوا هاما في فرقة البانك روك سيكس بيستلس.
انضم فيشوس للفرقة في وقت مبكر من عام 1977 ليحل محل غلين ماتلوك الذي ترك المجموعة. كان فيشوس يتعاطى المخدرات عن طريق الحقن، ودخل المستشفى مصابا بالتهاب الكبد أثناء تسجيل ألبومي الفرقة الوحيدين، «نيفرمايند ذا بولوكس»، و «هيرز ذا سيكس بيستولز». ولذلك يظهر عزف الباس الخاص به على أغنية واحدة فقط من الألبوم. ظهر سيد لاحقا كمغني رئيسي وأدى ثلاثة أغاني مفلدة على الموسيقى التصويرية لفيلم The Great Rock 'n' Roll Swindle، وهو وثائقي خيالي عن الفرقة من إنتاج مدير المجموعة السابق مالكولم مكلارين وإخراج جوليان تمبل.
قابل فيشوس صديقته ومديرته نانسي سبونجن، وبدأ الاثنان علاقة عاصفة مبنية على تعاطي المخدرات. انتهت العلاقة بموت سبونجن بطعنة عندما كانت تقيم في فندق تشيلسي في مدينة نيويورك مع فيشوس. اشتبه في فيشوس بارتكابه الجريمة وأفرج عنه بكفالة، وثم اعتقل مرة أخرى بتهمة الاعتداء على تود سميث، شقيق باتي سميث في النادي الليلي، وخضع لإعادة تأهيل من الإدمان في جزيرة رايكرز. أقامت والدته الحلقة بمناسبة الإفراج عنه من السجن وذلك في مقر إقامة صديقته في غرينتش فيليج، وكان من بين الحضور جيري أونلي عازف الباس في فرقة ميسفيتس. قام صديق فيشوس، وهو مصور يدعى بيتر كوديك، بمساعدته في شراء الهيروين ومات في نومه بسبب جرعة زائدة.
بعد أقل من أربعة أسابيع من وفاة فيشوس، أصدر ألبوم الموسيقى التصويرية لفيلم The Great Rock 'n' Roll Swindle. وفي 15 ديسمبر 1979، تم إصدار مجموعة من المواد الحية المسجلة خلال مسيرته القصيرة كمغني منفرد بعنوان Sid Sings. قام الممثل
غاري أولدمان لاحقا بتصوير دور فيشوس في فيلم بعنوان «سيد ونانسي» عام 1986.

## بدايات حياته
ولد جون سيمون ريتشي في 10 مايو 1957 في لويسهام، وهو ابن جون وآن ريتشي. تركت والدته المدرسة في وقت مبكر بسبب عدم نجاحها في المدسة وانضمت إلى سلاح الجو الملكي حيث التقت زوجها جون، وهو حارس في قصر باكنغهام وعازف ترومبون شبه محترف في أندية الجاز في لندن. انتقلت آن مع ولدها إلى إيبيزا بعد فترة وجيزة من ولادته، حيث توقعوا أن ينضم إليهم الوالد الذي كان متوقعا أن يعينهم ماليا في هذه الأثناء. إلا أن الشيكات القليلة الأولى لم تصل، فأدركت آن أنه لن يأتي. تزوجت آن لاحقا من كريستوفر بيفرلي في عام 1965، قبل أن تستقر في كينت. أخذ ريتشي لقب زوج أمه وأصبح يعرف باسم جون بيفرلي.
توفي كريستوفر بيفرلي بعد ستة أشهر بسبب السرطان، وبحلول عام 1968 كان ريتشي ووالدته يعيشان في شقة مستأجرة في تونبريدج ويلز، حيث دخل مدرسة سانداون كورت. في عام 1971 انتقل الاثنان إلى حي هاكني في شرق لندن. كما أمضى بعض وقته في كليفدون في سومرست.
التقى ريتشي بالمغني جون ليدون لأول مرة في عام 1973، عندما كانا طلابا في كلية هاكني التقنية. يصف ليدون ريتشي في هذا الوقت بأنه كان من معجبي ديفيد بوي.
يعمر السابعة عشرة، كان ريتشي يجول حول لندن. وكانت إحدى الأماكن المفضلة له هو متجر سيكس للملابس الذي يملكه مالكولم مكلارين وفيفيان ويستوود. هناك التقى المغتربة الأمريكية كريسي هايند قبل أن تشكل فرقة بريتيندرز. حاولت (دون نجاح) أن تقنع ريتشي بالانضمام إليها في زواج مزيف حتى تتمكن من الحصول على تصريح عمل، رغم أنها كانت تكبره بخمس سنوات. أطلق جون ليدون لقب «سيد فيشوس» على ريتشي بعد عضه الهامستر الأليف الخاص بليدون واسمه سيد (والذي سمي على سيد باريت)، ورد ريتشي: «سيد شرس جدا!» وصف ليدون الحيوان بأنه «ألطف شيء على هذه الأرض».
ذكر ليدون وأنه كان هو وفيسيوس يغنيان ففي الشارع مقابل المال، وكان فيسيوس يعزف الدف. وذكر أنهما كانا يغنيان أغاني أليس كوبر وكان الناس يعطونهم المال ليتوقفوا. وفي مرة أعطاهما رجل «ثلاثة شلنات» ورقص الاثنان. إلا أن فيشوس عرف بسلوكه العدواني، فقد اعتدى على الصحفي نيك كينت من جريدة إن إم إي بسلسلة دراجة نارية، بمساعدة من جون ووبل. في مناسبة أخرى، كان في نادي سبيكيسي (ملهى ليلي شعبي في لندن جمع نجوم الروك وقتها) وهدد مشغل أغاني لدى البي بي سي ومقدم البرامج بوب هاريس.

## روابط خارجية
- سيد فيشوس على موقع IMDb (الإنجليزية)
- سيد فيشوس على موقع الموسوعة البريطانية (الإنجليزية)
- سيد فيشوس على موقع ميوزك برينز (الإنجليزية)
- سيد فيشوس على موقع رولينغ ستون (الإنجليزية)
- سيد فيشوس على موقع إن إن دي بي (الإنجليزية)
- سيد فيشوس على موقع أول ميوزيك (الإنجليزية)
- سيد فيشوس على موقع ديسكوغز (الإنجليزية)
- سيد فيشوس على موقع قاعدة بيانات الفيلم (الإنجليزية)